# Anredera
Anredera Juss., 1789 è un genere di piante della famiglia Basellaceae, diffuso nell'America tropicale e subtropicale.
Si tratta in genere di piante rampicanti. Almeno una specie, Anredera cordifolia, ha radici o tuberi commestibili e foglie simili a quelle di Basella alba.

## Distribuzione e habitat
Il genere è presente in America Latina, nelle Indie occidentali, in Texas e in Florida. Alcune specie si sono naturalizzate in altre regioni (in particolare nel bacino del Mediterraneo e su varie isole oceaniche). A. cordifolia si è diffusa come specie alloctona invasiva in molte regioni tropicali e subtropicali, al di fuori del proprio areale naturale.

## Tassonomia
Il genere comprende le seguenti specie:
- Anredera aspera Sperling
- Anredera baselloides (Kunth) Baill.
- Anredera brachystachys (Moq.) Sperling
- Anredera cordifolia (Ten.) Steenis
- Anredera densiflora Sperling
- Anredera diffusa (Moq.) Sperling
- Anredera floribunda (Moq.) Sperling
- Anredera krapovickasii (Villa) Sperling
- Anredera marginata (Kunth) Sperling
- Anredera ramosa (Moq.) Eliasson
- Anredera tucumanensis (Lillo & Hauman) Sperling
- Anredera vesicaria (Lam.) C.F.Gaertn.